# رینیو-لو-فرانک
رینیو-لو-فرانک (به فرانسوی: Rignieux-le-Franc) یک کمون در فرانسه است که در canton of Meximieux واقع شده‌است.

## خصوصیات
رینیو-لو-فرانک ۱۵٫۰۲ کیلومترمربع مساحت و ۹۴۴ نفر جمعیت دارد و ۲۷۰ متر بالاتر از سطح دریا واقع شده‌است.